# Sensorische afasie
Een sensorische of receptieve afasie of een afasie van Wernicke is een vorm van afasie waarbij er sprake is van een verstoord taalbegrip. Een patiënt begrijpt niet wat er tegen hem wordt gezegd, maar is wel in staat zich in woorden uit te drukken. Er is dan vaak sprake van logorroe: een patiënt spreekt in hoog tempo in lange zinnen, soms zonder enige inhoud. De patiënt heeft een voorkeur voor het gebruik van werkwoorden en bijvoeglijke naamwoorden, gebruikt woorden in de verkeerde betekenis, zogenaamde semantische parafrasieën, of past neologismen toe. De patiënt met een sensorische afasie is zich niet van zijn tekortkomingen bewust.
Een puur sensorische afasie komt voor bij patiënten met een hersenletsel ter plaatse van het centrum van Wernicke, het achterste deel van de gyrus temporalis superior, bijvoorbeeld door een bloeding of een infarct. Bij ernstige vormen kan ook het lezen, dan heet het alexie, of het schrijven, agrafie, zijn gestoord.
Een sensorische afasie komt vaak voor in combinatie met een motorische afasie, er is dan sprake van een gemengde afasie.